# Максиміліано Ернандес
Максиміліано Ернандес (англ. Maximiliano Hernández; 12 вересня 1973, Бронкс, Нью-Йорк) — американський актор та сценарист.

## Коротка біографія
Максиміліано Ернандес розпочав кар'єру актора  у середині 1990-х років, знявся близько у 30 фільмах та серіалах, в основному в ролях другого плану, або епізодах. Найвідоміша його роль у великому кіно, це агент Джаспер Сітвелл, в рамках кросовера Кіновсесвіт Marvel у фільмах Тор (2011), Месники (2012), Перший месник: Друга війна (2014) та Месники: Завершення (2019). Крім цього він також брав участь в зйомках короткометражних фільмів в рамках Marvel One-Shots, а також у 3 епізодах серіалу Агенти Щ.И.Т.. Інші його відомі роботи: фільми: Воїн (2011), Сікаріо (2015); серіали: Американці (2013), Останній корабель (2014—2018), Mr. Mercedes (2018—2019).

## Фільмографія

### Актор

#### Фільми
| Рік  |    | Українська назва           | Оригінальна назва                   | Роль                    |
| ---- | -- | -------------------------- | ----------------------------------- | ----------------------- |
| 1999 | ф  |                            | Raw Nerve                           | Кросс                   |
| 2000 | ф  | Ярди                       | The Yards                           | бармен                  |
| 2006 | ф  |                            | Mentor                              | чоловік у клубі         |
| 2007 | ф  |                            | The Namesake                        | Бен                     |
| 2008 | ф  | Гордість і слава           | Pride and Glory                     | Карлос Брагон           |
| 2009 | ф  | Готель для собак           | Hotel for Dogs                      | офіцер Майк             |
| 2011 | ф  | Тор                        | Thor                                | агент Джаспер Сітвелл   |
| 2011 | ф  | Воїн                       | Warrior                             | Колт Бойд               |
| 2011 | кф | Консультант                | The Consultant                      | агент Джаспер Сітвелл   |
| 2012 | ф  | Месники                    | Avengers                            | агент Джаспер Сітвелл   |
| 2012 | кф | Зразок 47                  | Item 47                             | агент Джаспер Сітвелл   |
| 2012 | кф |                            | NoiTroba                            | Віктор                  |
| 2014 | ф  |                            | Imperial Dreams                     | Ернандес                |
| 2014 | ф  | Перший месник: Друга війна | Captain America: The Winter Soldier | агент Джаспер Сітвелл   |
| 2015 | ф  | Сікаріо                    | Sicario                             | Сільвіо                 |
| 2016 | ф  |                            | Get a Job                           | бізнесмен               |
| 2019 | ф  | Месники: Завершення        | Avengers: Endgame                   | агент Джаспер Сітвелл   |
| 2020 | ф  |                            | Stargirl                            | Містер Робіно           |
| 2022 | ф  |                            | Rise                                | представник OKC Thunder |

#### Телесеріали
| Рік       |   | Українська назва                 | Оригінальна назва            | Роль                  |
| --------- | - | -------------------------------- | ---------------------------- | --------------------- |
| 1997      | с | Закон і порядок                  | Law & Order                  | різні ролі            |
| 2004      | с | Закон і порядок: Злочинні наміри | Law & Order: Criminal Intent | Нуньєс                |
| 2006      | с | Закон і порядок: Суд присяжних   | Law & Order: Trial by Jury   | офіцер Мігель Монтес  |
| 2006      | с |                                  | Conviction                   | Бернард Акосія        |
| 2006      | с |                                  | The Nine                     | Карлос Вега           |
| 2006      | с |                                  | Shark                        | Фредді Хоппер         |
| 2007      | с | 4исла                            | Numbers                      | Ріко                  |
| 2007      | с |                                  | K-Ville                      | Біллі "К-9" Фауст     |
| 2009      | с | 24                               | 24                           | Донні Фокс            |
| 2009      | с | Південна територія               | Southland                    | Антоніо               |
| 2010      | с |                                  | Terriers                     | Рей                   |
| 2011      | с | Шукачка                          | The Closer                   | Антоніо               |
| 2011—2012 | с | Двійник                          | Ringer                       | детектив Тауерс       |
| 2013      | с | Американці                       | The Americans                | Кріс Амадор           |
| 2013—2014 | с | Агенти Щ.И.Т.                    | Agents of S.H.I.E.L.D.       | агент Джаспер Сітвелл |
| 2014—2018 | с | Останній корабель                | The Last Ship                | бортовий лікар        |
| 2014      | с | Ходячі мерці                     | The Walking Dead             | Боб Лемсон            |
| 2014—2017 | с |                                  | Hand of God                  | Тобі Клей             |
| 2016      | с | Гаваї 5.0                        | Hawaii Five-0                | Агент Наварро         |
| 2018      | с | Електричні сни Філіпа К. Діка    | Electric Dreams              | Льюїс                 |
| 2018—2019 | с |                                  | Mr. Mercedes                 | Антоніо Монтес        |
| 2019      | с | Це — ми                          | This Is Us                   | Кастільйо             |
| 2021      | с |                                  | NCIS: New Orleans            | Тед Янсі              |
| 2021      | с |                                  | SEAL Team                    | Карл Драйден          |
| 2024      | с | Гризельда                        | Griselda                     | Папо Мехія            |

### Режисер, сценарист
| Рік  |    | Українська назва | Оригінальна назва              | Роль               |
| ---- | -- | ---------------- | ------------------------------ | ------------------ |
| 2011 | кф |                  | The Indestructible Jimmy Brown | режисер, сценарист |